# Formuła Junior
Formuła Junior – klasa jednomiejscowych samochodów wyścigowych, powołana z inicjatywy Giovanniego Luraniego.

## Historia

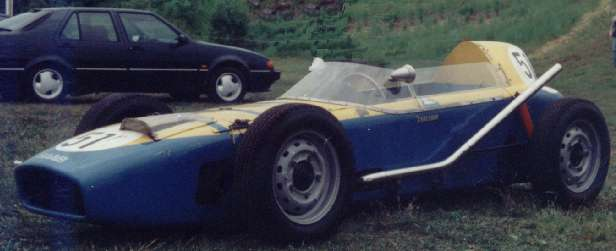
Saab Formula Junior (Szwecja)

20 listopada 1956 roku A.C. D'Italia zorganizowała w San Remo zebranie, mające na celu przedyskutowanie zasadności utworzenia nowej juniorskiej klasy wyścigowej. Było to uzasadnione chęcią znalezienia zastępców takich kierowców jak Alberto Ascari i Giuseppe Farina. Hrabia Giovanni Lurani Cernuschi zaproponował utworzenie klasy, w której stosowanoby litrowe silniki wywodzące się z samochodów produkcyjnych. W 1957 roku propozycja Luraniego została zaakceptowana i we Włoszech rozpoczęto produkcję samochodów opartych na pojazdach marki FIAT.
W styczniu 1958 roku CSI powołała specjalną komisję ds. Formuły Junior i w październiku tegoż roku przyznała serii międzynarodowy status. CSI dopuszczała dwie możliwości: ograniczenie pojemności silnika do 1000 cm³ przy masie minimalnej 360 kg bądź silniki do 1100 cm³ przy masie minimalnej 400 kg.
Początkowo mistrzostwa Formuły Junior we Włoszech zdominowały samochody Stanguellini. Pierwszym międzynarodowym mistrzem Włoch został w 1959 roku Szwajcar Michel May. Od 1960 roku najszybsze okazały się samochody brytyjskiej konstrukcji, jak Lotusy prowadzone przez takich kierowców, jak Jim Clark, Trevor Taylor czy Peter Arundell. Innymi producentami byli m.in. Elva, Cooper i Lola.
W 1964 roku, z powodu rosnących kosztów, seria została zastąpiona Formułą 2 i Formułą 3.

## Edycje

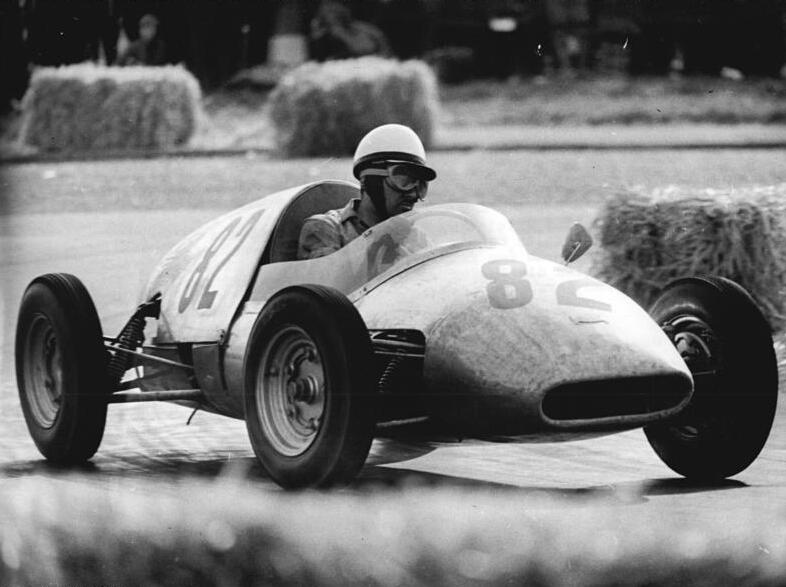
Melkus 61 (NRD)

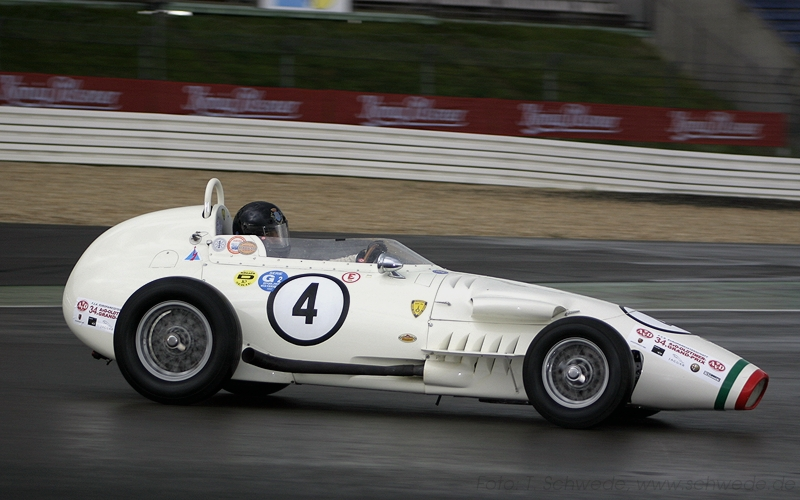
Stanguellini Junior (Włochy)

Rozgrywane były następujące edycje Formuły Junior:
- Amerykańska Formuła Junior (1960)[2]
- Australijska Formuła Junior (1962–1963)[3]
- Austriacka Formuła Junior (1960–1961)[2]
- Auto Italiana d'Europa (1959–1960)[4]
- Belgijska Formuła Junior (1962–1963)[3]
- Brytyjska Formuła Junior BARC (1960, 1962–1963)[2]
- Brytyjska Formuła Junior BRDC (1960–1961)[2]
- Brytyjska Formuła Junior BRSCC (1960–1962)
- Campionato Italiano (1958–1963)[5]
- Campionato Italiano Allievi (1959–1961)[4]
- Czechosłowacka Formuła Junior (1962–1963)[6]
- Duńska Formuła Junior (1960–1963)[2]
- Estońska Formuła Junior (1962)[7]
- Europejska Formuła Junior (1961–1962)[8]
- Francuska Formuła Junior (1960–1963)[2]
- Irlandzka Formuła Junior (1961–1963)[8]
- Kanadyjska Formuła Junior (1961)[8]
- Niemiecka Formuła Junior (1960–1963)[2]
- Polska Formuła Junior (1962–1963)[3]
- Prova Addestrativa (1960)[2]
- SCCA Championship (1960–1963)[2]
- Sowiecka Formuła Junior (1960–1963)[2]
- Szwajcarska Formuła Junior (1962–1963)[3]
- Szwedzka Formuła Junior (1961–1963)[8]
- Węgierska Formuła Junior (1962–1964)
- Wschodnioniemiecka Formuła Junior (1960–1963)[2]